# Kazushi Kimura
Kazushi Kimura (木村 和司, Kimura Kazushi, né le 19 juillet 1958 à Préfecture de Hiroshima au Japon) est un footballeur japonais.